# Super Session
Albums par Mike Bloomfield
A Long Time Comin' (avec les Electric Flag) 
(1968) It's Not Killing Me (it)
(1969)
Albums par Al Kooper
Child Is Father to the Man (avec les Blood, Sweat and Tears) 
(1968) I Stand Alone (en)
(1969)
Albums par Stephen Stills
Last Time Around (avec les Buffalo Springfield) 
(1968) Stephen Stills
(1970)
Super Session est un album enregistré en studio par Mike Bloomfield, Al Kooper et Stephen Stills. 

## Contexte
Alors que Bloomfield vient d'arrêter sa collaboration avec Electric Flag, Al Kooper organise une session de jam avec lui sur une journée qui aboutit à 5 titres blues-soul et jazz dont 2 chansons de Chicago blues (Albert's Shuffle et Really). Bloomfield doit cependant être amené à l'hôpital pour cause d'insomnies. Pour terminer l'album Kooper fait appel à Stephen Stills (Buffalo Springfield, Crosby, Stills & Nash).

## Titres

### Face A
Toutes les chansons sont écrites et composées par Kooper-Bloomfield, sauf indication contraire.
| 1. | Albert's Shuffle          |                          | 6:54 |
| 2. | Stop                      | - J. Ragavoy - M. Shuman | 4:20 |
| 3. | Man's Temptation (vocale) | Curtis Mayfield          | 3:24 |
| 4. | His Holy Modal Majesty    |                          | 9:16 |
| 5. | Really                    |                          | 5:30 |

### Face B
| 1. | It Takes a Lot to Laugh, It Takes a Train to Cry | Bob Dylan          | 3:30  |
| 2. | Season of the Witch                              | Donovan            | 11:07 |
| 3. | You Don't Love Me                                | Willie Cobbs       | 4:11  |
| 4. | Harvey's Tune (instrumentale)                    | Harvey Brooks (en) | 2:07  |

Titres bonus
La réédition CD parue en 2003 inclut quatre titres supplémentaires :
| No | Titre                                          | Durée |
| -- | ---------------------------------------------- | ----- |
| 1. | Albert's Shuffle (remix sans les cuivres)      | 6:54  |
| 2. | Season of the Witch (remix sans les cuivres)   | 11:08 |
| 3. | Blues for Nothing                              | 4:15  |
| 4. | Fat Grey Cloud (Live At Fillmore West de 1968) | 4:37  |

## Musiciens
- Mike Bloomfield : guitare électrique (face A)
- Stephen Stills : guitare électrique (face B)
- Al Kooper : piano, orgue, ondioline, chant, guitare 12 cordes, guitare électrique
- Barry Goldberg : piano électrique
- Harvey Brooks (it) : basse
- Eddie Hoh (it) : batterie